# Jay O'Brien
James Jay O'Brien, noto J.J. (New York, 22 febbraio 1883 – Palm Beach, 5 aprile 1940) è stato un bobbista statunitense.

## Biografia
Visse in Europa, studiò prima al Phillips Exeter e poi all'università di Yale, durante la seconda guerra mondiale si guadagnò il grado di maggiore.
Ai II Giochi olimpici invernali (edizione disputatasi nel 1928 a Sankt Moritz, Svizzera) vinse la medaglia d'argento nel Bob a 4 con i connazionali Jennison Heaton, Thomas Doe, Lyman Hine e David Granger partecipando nella prima squadra statunitense, arrivando dietro la seconda statunitense (medaglia d'oro) ma superando la prima tedesca (medaglia di bronzo).
Il tempo totalizzato fu di 3:21,0 con un minimo distacco dalla prima e terza nazionale classificata (3:20,5 e 3:21,9 gli altri tempi medagliati). Nella successiva edizione delle olimpiadi invernali vinse nuovamente la medaglia d'oro con i compagni Eddie Eagan, Clifford Gray e Billy Fiske, il tempo fu di 7:53.68, staccando di due secondi l'altra squadra statunitense (7:55.70).
Si sposò tre volte:
- Mae Murray, attrice
- Irene Fenwick, attrice
- Julie Fleischmann

Morì per un attacco cardiaco.